# Baccharis linearifolia
Baccharis linearifolia là một loài thực vật có hoa trong họ Cúc. Loài này được (Lam.) Pers. mô tả khoa học đầu tiên năm 1807.